# Torre del Homenaje del Castillo de Sorihuela del Guadalimar

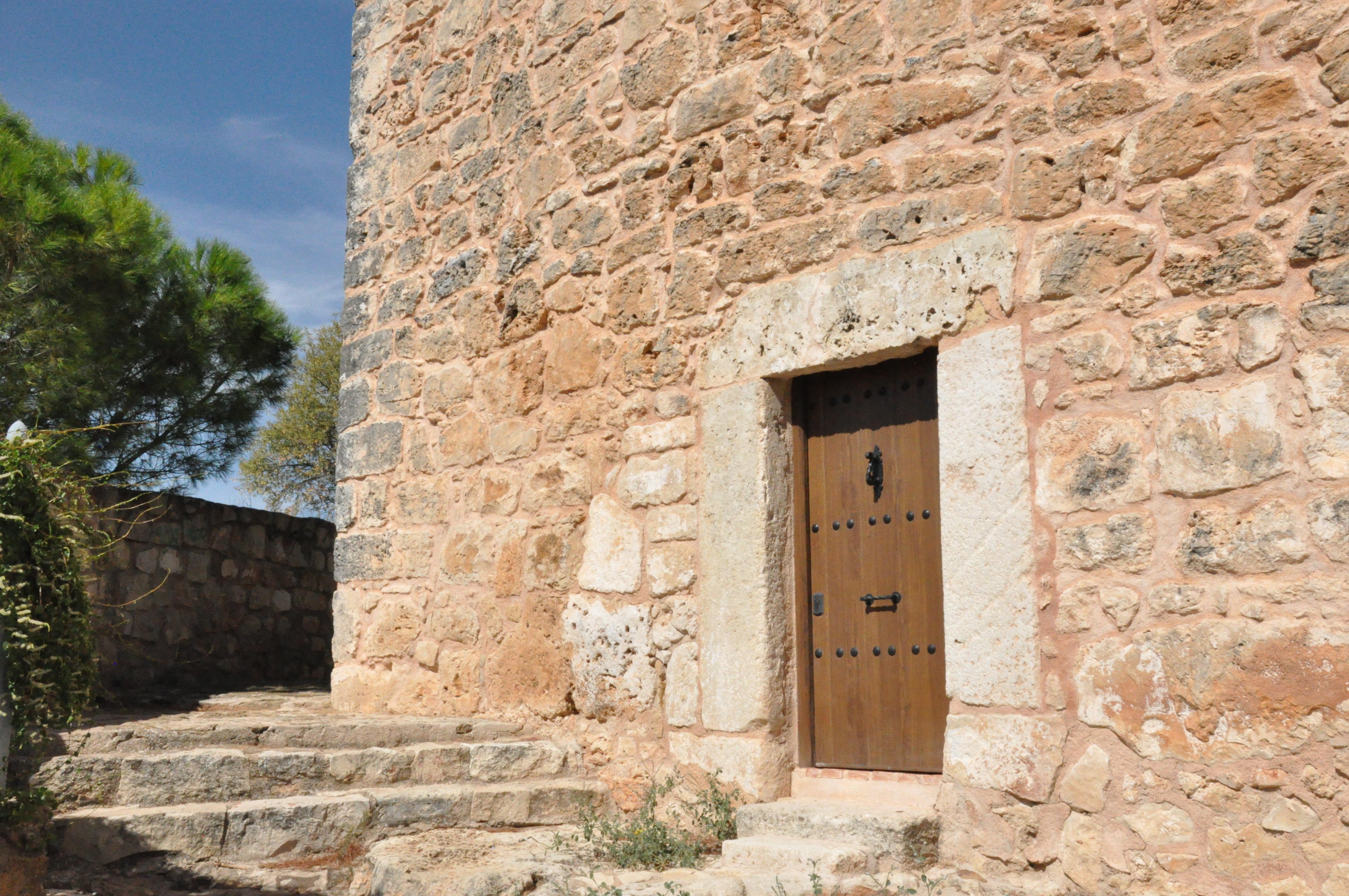
Puerta de entrada a la torre

La Torre del Homenaje del Castillo de Sorihuela del Guadalimar es la torre del homenaje de un antiguo castillo árabe que se ha venido datando en el siglo IX. Es el único resto conservado, y fue levantada por Fernando III. Tiene tres pisos, cada uno con dos estancias comunicadas entre sí. Está situada al norte de la calle Santa Teresa de Jesús dentro del municipio de Sorihuela del Guadalimar, provincia de Jaén (Andalucía, España), a unos 665 metros sobre el nivel del mar.

## Descripción
Se trata de un torreón medieval de planta cuadrada de 9,42 metros de lado y 13,70 metros de altura hasta el parapeto almenado. Presenta ventanas rectangulares y finas saeteras, rematado por una espadaña que fue añadida posteriormente debido a su utilización como lugar de culto. Quedan vestigios de merlatura y ladroneras, pues se han conservado dos ménsulas, que sostenían un matacán desaparecido y una caseta construida para albergar la maquinaria de un reloj. Se remata con un parapeto almenado.
El interior tiene tres plantas con dos habitaciones rectangulares, cada una cubierta por bóvedas de cañón suavemente apuntadas, cada una con dos estancias comunicadas y 8 ventanas saeteras, dos en cada uno de los lados, en cada planta, salvo en la inferior. Sobre una de las ventanas aparece una cabeza tocada con un velo o caperuza de malla.
La fábrica de la torre es de mampostería con cadenas de sillares en las esquinas. Ésta se construyó con piedra procedente de dos canteras distintas, lo que le da una curiosa apariencia bicolor. 
La entrada de la torre se realiza casi a ras de suelo a través de un vano adintelado. Sobre esta puerta estaba situado un balcón amatacanado del que queda tan solo el vano.
En la actualidad acoge las instalaciones del Centro de Interpretación de la Historia de las Cuatro Villas, Iznatoraf, Villacarrillo, Villanueva del Arzobispo y Sorihuela del Guadalimar. En su interior existe una réplica del Tesoro de Mogón.

## Historia
La torre es una construcción castellana levantada por Fernando III sobre un anterior castillo árabe.
Sorihuela fue conquistada por Fernando III el Santo el 5 de febrero de 1235 en su segunda expedición al norte de Andalucía. Tras la conquista, la fortaleza cumplió funciones estratégicas entre el Arzobispado de Toledo y el Adelantamiento de Cazorla.